# روابط یوگسلاوی و عراق در جنگ ایران و عراق
کمک‌های یوگسلاوی به عراق در جنگ با ایران به مجموعه کمک‌های فنی و نظامی یوگسلاوی به عراق گفته می‌شود که در راستای دستیابی عراق به سلاحهای کشتار جمعی بوده است.